# Лийматайнен, Вилле
Ви́лле Ю́хани Ли́йматайнен (фин. Ville Juhani Liimatainen, 6 сентября, 1986, Тампере, Финляндия) — финский музыкант, певец, композитор, фронтмен группы Flinch.

## Музыкальная деятельность
В детстве Вилле увлекался хоккеем, но оставил это занятие, открыв для себя музыку. В 2003 году он создал свою рок-группу Flinch, первый сингл которой, «Tuulet», в 2005 году поднялся до 3-го места в финских чартах, а в 2006-м сингл «Liikaa» добрался до 2-го места. В том же году вышел первый альбом группы — «Kuvastin».
Через год после этого группа Flinch на некоторое время прекращала своё существование, но после небольшой реорганизации в 2007 году продолжила свою деятельность. В январе 2008 года сингл «Taivas Tahtiverhoineen» стал первым для заново сформированной группы. После следующего сингла, «1986», вышел второй альбом — «Irrallaan», спродюсированный Йонне Аароном.
Летом 2008 года Вилле был призван на срочную службы в финскую армию, в связи с чем деятельность группы была временно приостановлена.
После возвращения Лииматайнена из армии группа вновь продолжила свою деятельность, при этом имидж группы слегка изменился.
После объявления группой Flinch о своём безвременном отпуске в 2012 году Лииматайнен работал в нескольких ресторанах в Лапландии, после чего начал выступать с группой Ajomiehet, с которой сотрудничает и по сей день.

## Семья
В настоящее время Вилле проживает со своей девушкой Пиритой Лару в Кеми, с которой он вместе воспитывает дочь Лючию (род. 2011 г.) и сына Эйно (род. 2013 г.)
- Брат — Йонне Аарон, лидер группы Negative
- Брат — Томми Лийматайнен, менеджер группы Negative.